# Nybølgård
 For alternative betydninger, se Nybøl (flertydig). (Se også artikler, som begynder med Nybøl)
Nybøl eller Nybølgård er en fredet hovedgård ved Gram Å vest for Gram i Gram Sogn, Haderslev Kommune, (tidligere i Frøs Herred). Nybølgård er ejet af selskabet Gram og Nybøl Godser.
Herregården er oprettet af Johan Reventlow ved nedlæggelse af en landsby omkring 1550. I 1585 blev Nybøl ved arvedeling gjort til et selvstændigt gods, som dog var langt mindre end Gram gods. Nybøl havde skiftende ejere, indtil det i 1754 blev købt af enkegrevinde Anna Sophie Schack og sammenlagt med Gram. Hovedbygningen er formentlig i den nuværende skikkelse skabt af Anna Sophie Schack kort efter 1754, men rummer ældre dele. Hovedbygningen er i dag i privat eje og restaureret efter en brand i 2000.
Hovedbygningen og hestegangshuset blev bygningsfredet i 1986.